# 재스민쌀

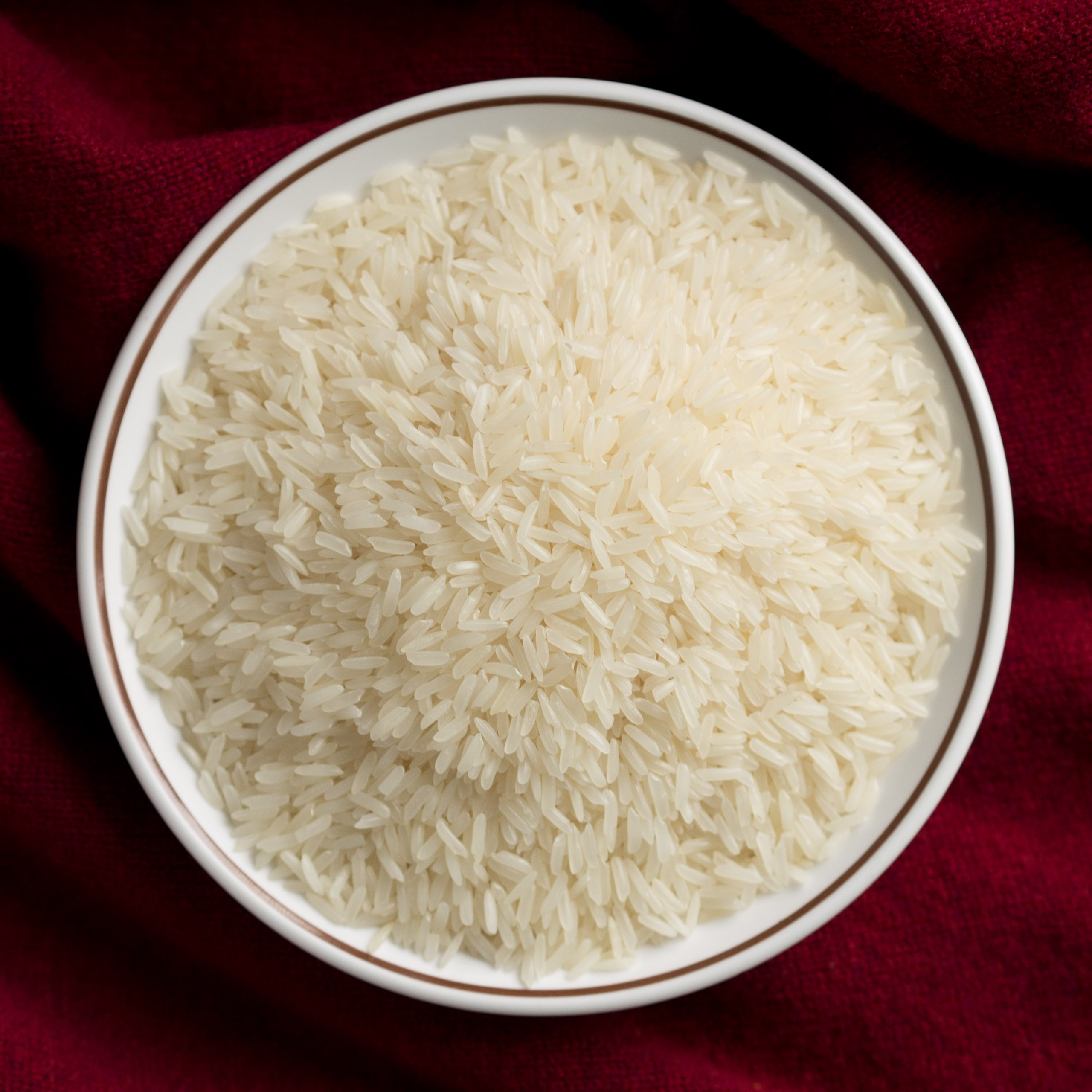
요리되지 않은 타이의 흰 재스민 쌀의 낱알들 (2014년).

재스민쌀(영어: jasmine rice)은 인디카 쌀 장립종계의 향미이며 2AP(2-Acetyl-1-pyrroline) 성분에 의해 향긋한 냄새가 난다. 태국, 베트남, 캄보디아 등지에서 주로 재배한다.

## 같이 보기
- 찹쌀